# وكالة قايتباي
وكالة قايتباي أو فندق قايتباي هو فندق بناه الملك الأشرف أبو النصر قايتباي في عام 885 هـ/1481 م، يقع حاليا في شارع باب النصر على يمين الداخل إلى مدينة القاهرة عبر باب النصر. الوكالة مسكونة من قبل بعض أهالي القاهرة وقد تلاشت أجزاء كبيرة من زخارفها المعمارية.
تعد وكالة السلطان قايتباي من أجمل النماذج لفن الزخارف الإسلامية التي لازمت العمارة الإسلامية، ونظام بناء وكالة السلطان قايتباى يتبع نظام الوكالات التي شيدت في العصر المملوكي الجركسي. وهي تحت الترميم الشامل الآن في ديسمبر 2015 بمعرفة وزارة الآثار المصرية ولا يعلم مصير المحلات والورش التي تحتل واجهة الوكالة.